# Phyllis Webb
Phyllis Webb, född 8 april 1927 i Victoria, British Columbia, död 11 november 2021 på Salt Spring Island, British Columbia, var en kanadensisk författare, poet och radioprogramledare.

## Biografi
Phyllis Webb studerade vid University of British Columbia och McGill University i Montréal. Vid 22-års blev hennes poesi blev mer feministisk och hon gick med i ett kanadensiskt socialdemokratiskt parti. Hon debuterade i antologin Trio 1954. Några år senare fick hon ett stipendium, som gjorde det möjligt att studera scenkonst i Frankrike. 1967 reste Webb till Sovjetunionen för att studera revolutionen 1917 och anarkisten Pjotr Kropotkin. Hennes erfarenheter framgår i hennes verk, The Kropotkin Poems.

### Poesi
- 1954 – Trio: First Poems by Gael Turnbull, Phyllis Webb, and Eli Mandel. Toronto: Contact Press
- 1956 – Even Your Right Eye. Toronto: McClelland & Stewart
- 1961 – In a Garden of the Pitti Palace; A Pang Cantata: 2 New Poems. Vancouver: Pica Press
- 1962 – The Sea is Also a Garden: Poems. Toronto: Ryerson Press
- 1965 – Naked Poems. Vancouver: Periwinkle Press
- 1971 – Hulcoop, John, ed. Selected Poems, 1954-1965. Vancouver: Talonbooks
- 1973 – For Fyodor. Toronto: M. Ondaatje
- 1979-1982 – Broadside Poems. Vancouver, British Columbia: Slug Press
- 1980 – Wilson’s Bowl. Toronto: Coach House Press
- 1981 – The Bowl. Lantzville, BC: Island Magazine
- 1981- 1982 – Selected Broadsides. Charlotte Town, PEI.: Island Magazine
- 1982 – Thesen, Sharon, ed. Selected Poems: the Vision Tree. Vancouver: Talonbooks
- 1982 – Talking. Dunvegan, ON.: Quadrant Editions
- 1983 – Sunday Water: Thirteen Anti-Ghazals. Lantzville, BC: Island Writing Series
- 1983 – Prison Report. Vancouver: Slug Press
- 1984 – 'Water and Light: Ghazals and Anti- Ghazals: Poems. Toronto: Coach House Press, 1984.
- 1984 – Eschatology of Spring. Salt Spring Island, BC: Salt Spring Island Voice of Women
- 1986 – Pepper Tree: For Breyten Breytenbach. Toronto: Imprimerie dromadaire
- 1986-1988 – Nine Poets Printed = 9 Poets Printed. Toronto: Imprimerie dromadaire
- 1990 – Hanging Fire. Toronto: Coach House Press
- 1992 – Grape Vine. Vancouver: Slug Press
- 1997 – Butling, Pauline, ed. Seeing in the Dark: the Poetry of Phyllis Webb. Waterloo, ON: Wilfrid Laurier University Press
- 1999 – Four Swans in Fulford Harbour. Salt Spring Island, BC: (m)Other Tongue Press

### Prosa
- 1995 – Nothing but Brush Strokes: Selected Prose. Edmonton, AB: NeWest
- 1995 – 2002 “Radio Talks: From the Phyllis Webb Papers, National Library.”

## Priser och utmärkelser
- 1981 – Canada Council Awards[4]
- 1987 – Canada Council Awards[4]
- 1992 – Officer of the Order of Canada[4]